# District de Kishanganj
Le district de Kishanganj est un district de l'état du Bihar, en Inde.

## Géographie
Au recensement de 2011, sa population compte 1 690 948 habitants. Son chef-lieu est la ville de Kishanganj. 